# Prezentační program
Prezentační program je počítačový program, který umožňuje vytvořit prezentaci, tj. sérii stránek, neboli snímků, s přehledně zobrazenými informacemi. Příkladem takového programu je svobodný a zdarma dostupný Impress z kancelářského balíku LibreOffice nebo uzavřený a placený Microsoft PowerPoint.
Tvorba prezentace se typicky skládá z následujících kroků:
1. výběr nebo tvorba pozadí,
2. výběr nebo tvorba objektů, které má prezentace obsahovat (texty a obrázky),
3. přiřazení dynamických prvků k objektům – možnost oživení prezentace zvukem nebo animací,
4. úprava kompozice (rozmístění prvků na obrazovce).

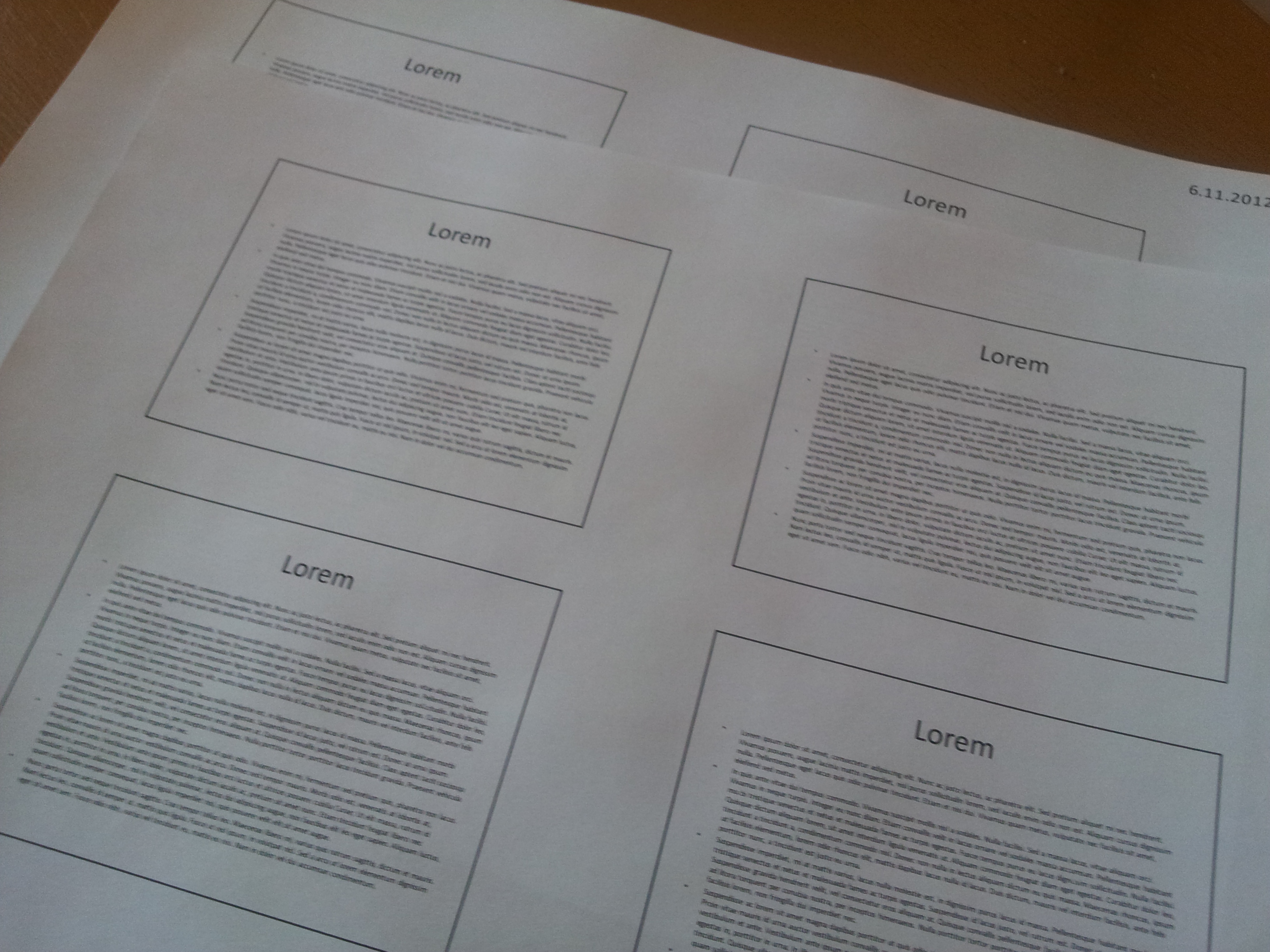
Slajdument

Dojde-li v prezentačním programu k nevhodnému spojení klasického dokumentu a snímku v prezentaci, výsledný produkt se nazývá slajdument (z angl. slideument). Vznik slajdumentu vychází z potřeby ušetřit čas, jde o způsob zjednodušení práce způsobem „zabít dvě mouchy jednou ranou“. Tento pojem je přisuzován Garr Reynoldsovi, který ho popsal ve své knize Presentation Zen.